# Хераз (річка)
Річка Хераз ( перс. رودخانه هراز) — річка, яка протікає через провінцію Мазендеран на півночі Ірану. Річка бере початок біля підніжжя гори Демавенд в бахші Ларіджан, найвищої вершини хребта Ельбурс. Від свого гірського джерела вона тече в долину Хераз, в місто Амол і в гирло річки в південному Каспійському морі між містами Ферейдун Кенар в окрузі Ферейдункенар і Махмудабад в окрузі Махмудабад. Річка Хераз зараз забруднена через стічні води, які зливають в неї різні промислові підприємства . 
Дорога 77 (дорога Хераз) проходить через річку через перевал Хашем і через долину, і є найважливішою дорогою від Тегерана до узбережжя Каспійського моря. Вона також забезпечує доступ до Національного парку Лар і є найближчою дорогою до гори Демавенд, яка є найвищою вершиною (5610 м) в Ірані та на Близькому Сході.

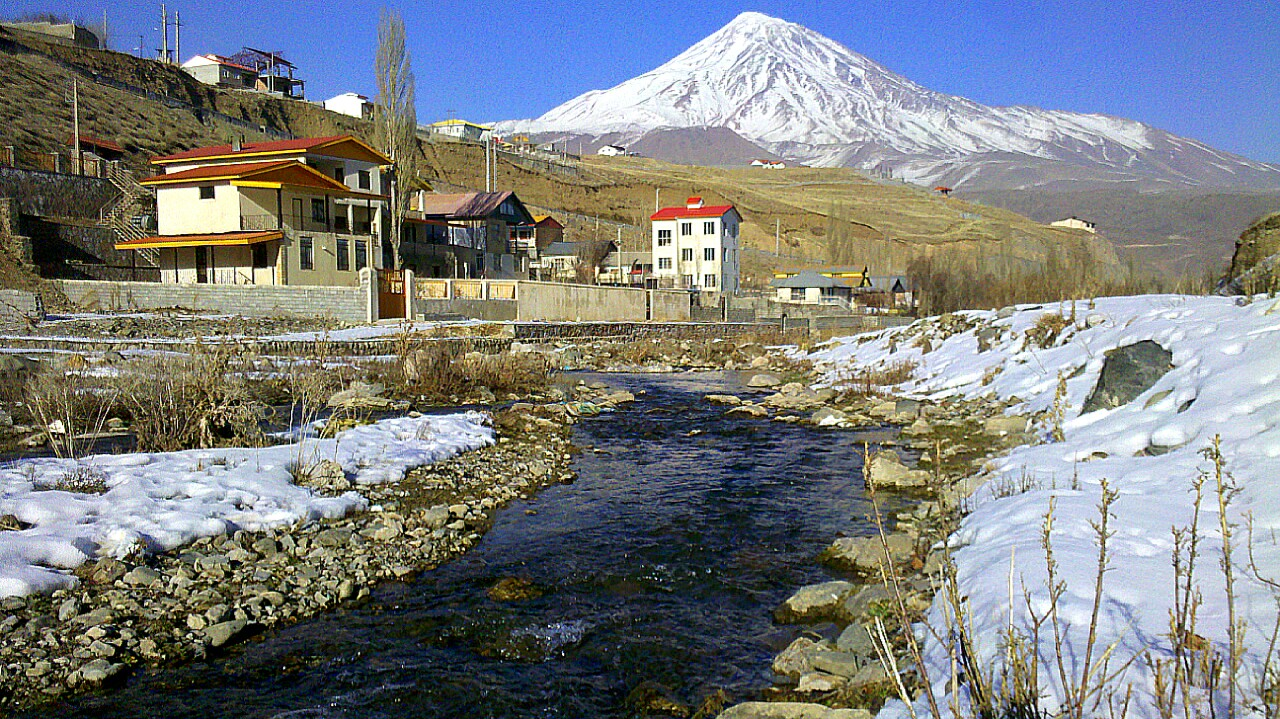
Річка Хераз і гора Демавенд, від Полур Манзарії.

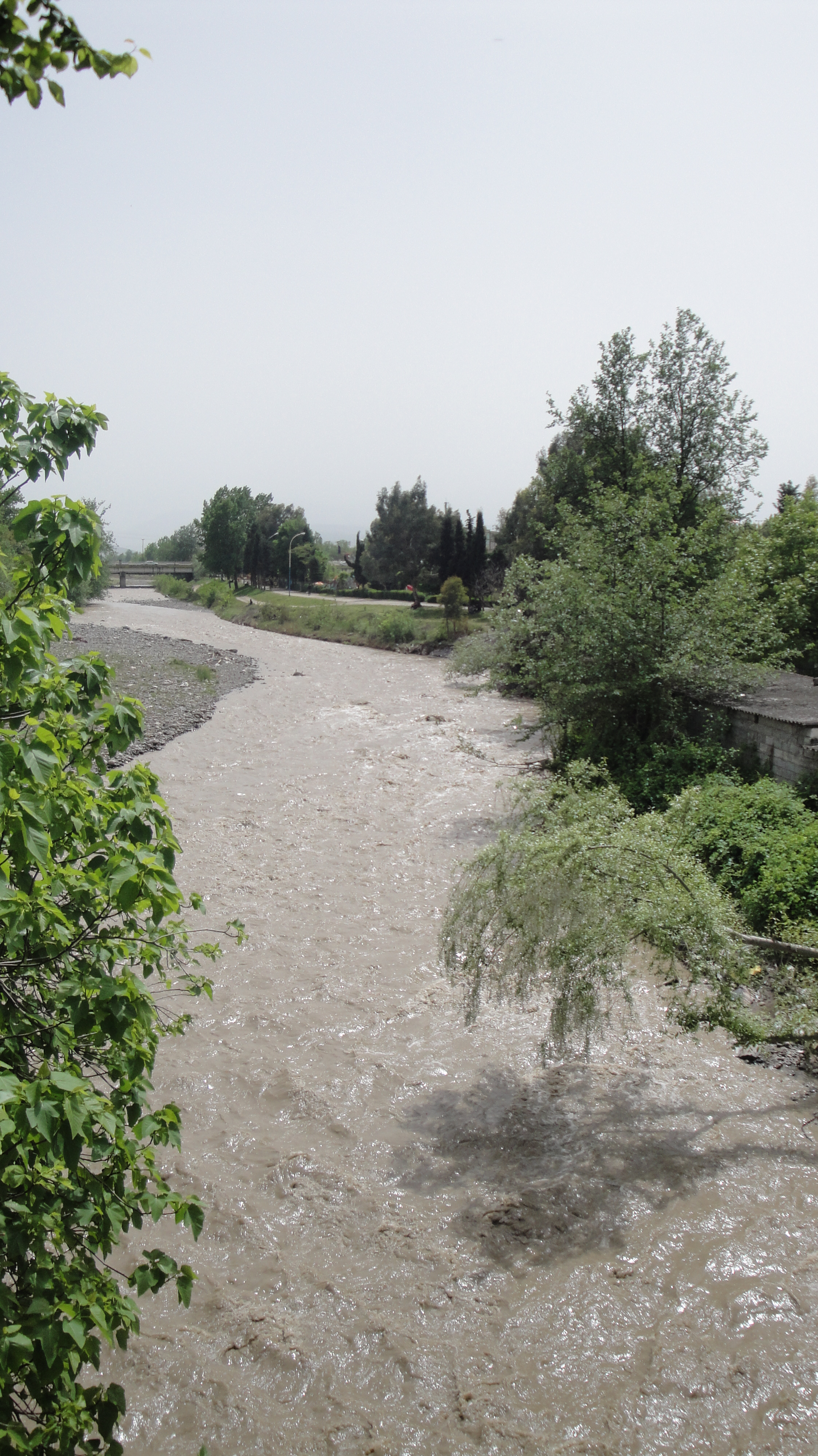
Хераз біля міста Амол в нижній рівнинній частині течії